# Крампус

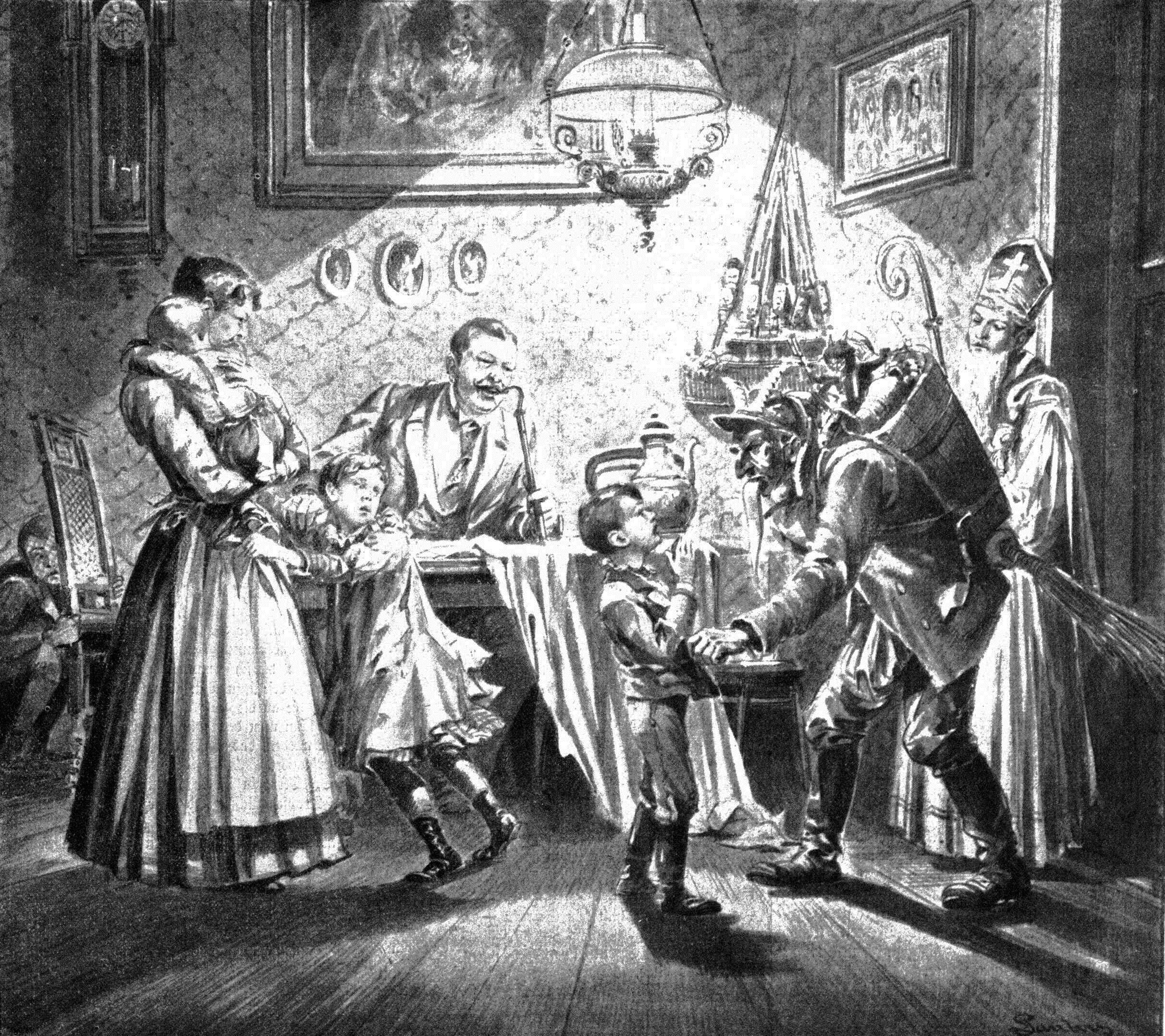
Крампус і Святий Миколай відвідують домівку у Відні у 1896

Кра́мпус — персонаж різдвяного фольклору низки європейських країн, антропоморфна істота з рогами, яку описують як «напівкозла-напівдемона», яка в різдвяні дні карає дітей, що погано себе поводили. Він був повною протилежністю Святому Миколаю, який нагороджував хороших дітей подарунками. Крампус має стосунок до Святого Миколая в таких країнах та регіонах, як Австрія, Баварія, Хорватія, Чехія, Угорщина, Словаччина, Словенія, Больцано і в деяких частинах Північної Італії. Походження цієї постаті до кінця не з'ясовано; деякі фольклористи та антропологи вважають його походження дохристиянським.
У традиційних парадах і таких святкових подіях, як Krampuslauf (в перекладі: Крампус біжи), молодий хлопець переодягався в Крампуса; така церемонія відбувається щорічно в більшості альпійських міст.

## Етимологія
Назва Крампус походить від нім. krampen — пазур.

## Зовнішній вигляд

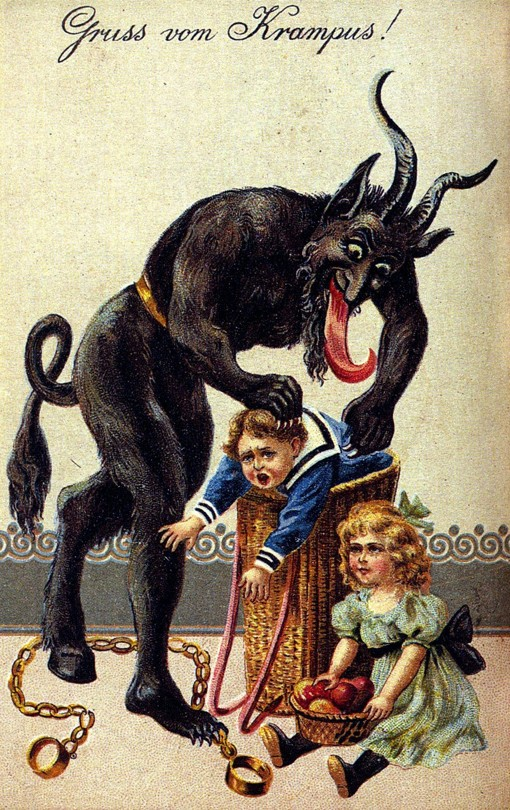
Листівка 1900их років із 'Привітаннями від Крампуса!'

Хоча Крампус фігурує в багатьох варіаціях, але більшість з них має ряд спільних ознак. Він покритий волоссям, зазвичай коричневого або чорного кольору, мав розщеплені копита замість рук і роги козла. Він мав довгий звисаючий загострений язик, та ікла.
Крампус носить ланцюги, що за задумом символізують ув'язнення диявола в традиціях Християнської церкви. Для більш драматичного ефекту він ляскає ланцюгами. На ланцюги іноді вішали дзвони різного розміру. У пізніших язичницьких версіях, Крампус носив із собою березові різки якими він при нагоді бив дітей. Такі березові різки (нім. ruten) ймовірно мають історію походження з дохристиянських язичницьких обрядів посвяти. У деяких версіях березові гілки замінялися батогом. Іноді Крампуса змальовують із мішком або кошиком за спиною; в якому він забирав поганих дітей аби потопити, з'їсти, або відправити у пекло. У деяких старих версіях, є згадка, що він клав неслухняних дітей у мішок і забирав з собою. Таку ж саму рису мають і інші соратники Санта Клауса, наприклад Чорний Петро.

## Ніч Крампуса—Krampusnacht
У частині Європи свято Св. Миколая святкують 6 грудня. Попереднього вечора, 5 грудня, у Ніч Крампуса або Крампуснахт (нім. Krampusnacht), на вулицях з'являється злий волохатий демон. Іноді разом зі Св. Миколаєм, іноді сам, Крампус навідується у домівки і на роботу до людей. Святий зазвичай вдягнений у церковну ризу єпископа, і несе золотий церемоніальний жезл. На відміну від Санта Клауса, відомого у Північній Америці, в цьому святкування Святий Миколай приходить лише до хороших діток, в той час як Крампус відповідальний за відвідування поганих. Миколай дарує подарунки, а Крампус дарує вугілля і березові різочки.

## Походження

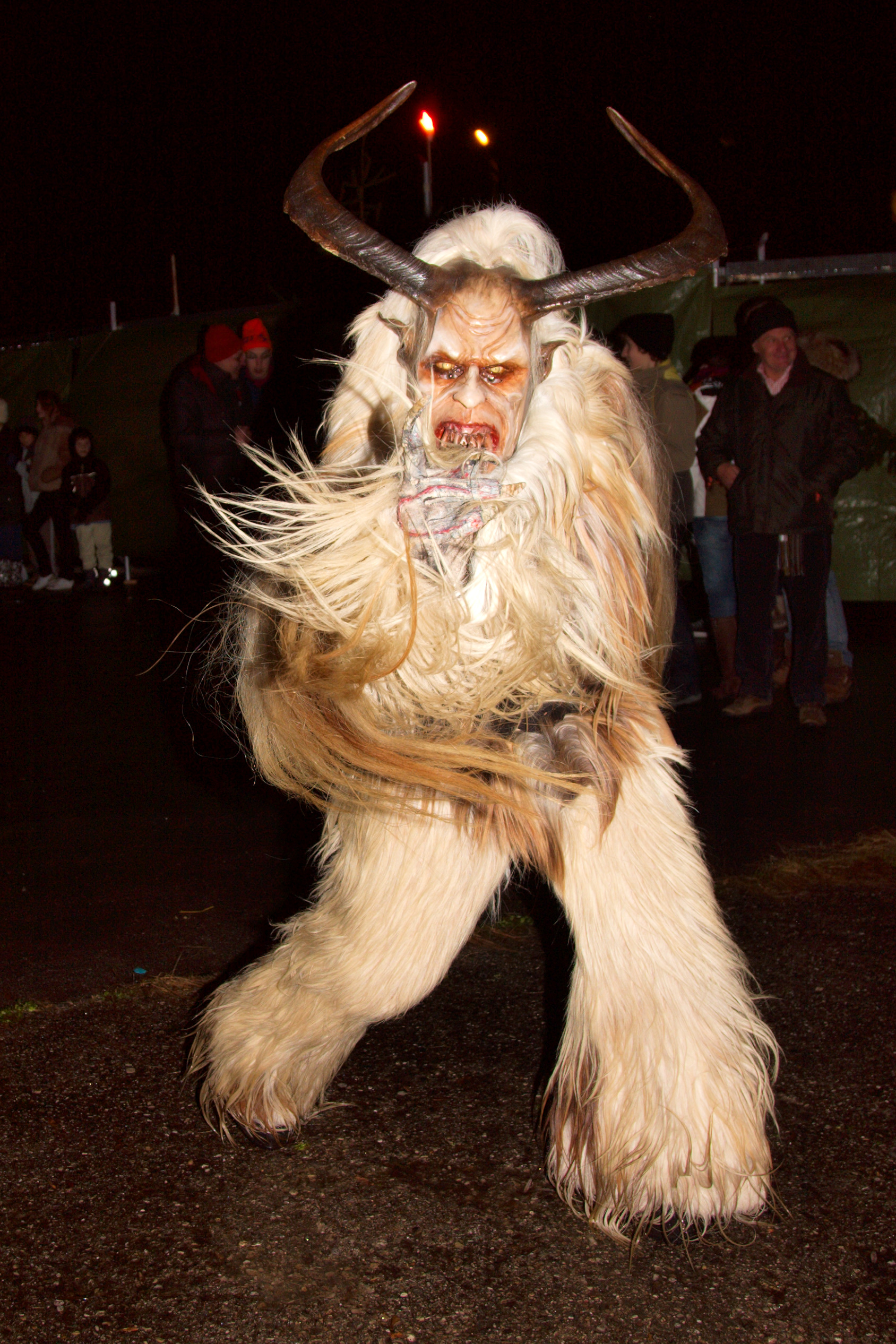
Людина переодягнена в Крампуса у Зальцбурзі (Австрія)

Історію походження Крампуса пояснюють як продовження дохристиянських Альпійських традицій у сучасності. У короткій статті в якій обговорювали цю постать, опублікованій в 1958, Моріс Брюс писав:
Мабуть мало сумнівів є щодо його справжньої ідентичності, що є нічим іншим як повна регалія вцілілого Рогатого Бога відьом. Березові різки можуть бути пов'язані із обрядами посвячення на певних відьмацьких шабашах; обряди яких імітували прив'язування і побиття. Ланцюги можуть означати християнські спроби 'зв'язати диявола' але знову ж таки вони можуть бути частиною обрядів язичницької посвяти.

Описуючи свої спостереження в 1975 перебуваючи у невеличкому місті Ірднінг в Штирії, антрополог Джон Дж. Гонігманн писав:
Описуваний фестиваль Святого Миколая, включає культурні елементи, загально поширені в Європі, що в деяких випадках мають корені в далекі до християнські часи. Сам Миколай став популярним в Німеччині приблизно в дванадцятому столітті. Свято, присвячене цьому покровителю дітей, відбувається лише один раз взимку, в якому діти стають об'єктами особливої уваги, іншими святами є День святого Мартіна, біблійний День побиття невинних немовлят, і Новий Рік. Переодягнені біси, що поводять себе шалено і приносять різні капості, відомі в Німеччині що найменше із шістнадцятого століття, в той час як біси із масками тварин, що поєднують страхітливі і комічні (schauriglustig) гримаси з'явилися в виставах середньовічних церков. У великій літературі, у більшості європейських фольклористів висвітлюються ці істоти. …

У Австрійській спільноті, яку ми вивчали цілком усвідомлюють що «язичницькі» елементи поєднуються з християнськими обрядами, пов'язаними із Святим Миколаєм та іншими зимовими церемоніями. Вони вірять, що Крампус походить від язичницької надприродної істоти, яка асимілювалася із християнським образом диявола.
Постать Крампуса збереглася, і у XVII столітті Крампус був включений до християнських зимових святкувань, де Крампус і Святий Миколай існували разом.
Країни минулої Габсбурзької Імперії здебільшого запозичили традиції святкування 5 грудня пов'язані із Крампусом і Святим Миколаєм з австрійських.

## Сучасна історія
Після виборів 1923 року в Австрії, традиції пов'язані з Крампусом були заборонені режимом Долффуса завдяки Вітчизняному фронту (Vaterländische Front) і Християнсько-соціальній партії. В 1950-их, уряд розповсюджував брошури із назвою «Крампус це зла людина». До кінця століття святкування із Крампусом відродилися і залишаються популярними сьогодні. Традиції пов'язані із Крампусом також відроджуються у Баварії, разом із місцевими традиціями вирізьблених дерев'яних масок.
У Сполучених Штатах подекуди влаштовуються вечірки Крампуса, місцеві Крампуснахти (у таких містах, як Вашингтон, округ Колумбія та Новий Орлеан) і перегони на тему Крампуса. Цей персонаж сприймається як атрибут «темного боку» Різдва.

## Галерея

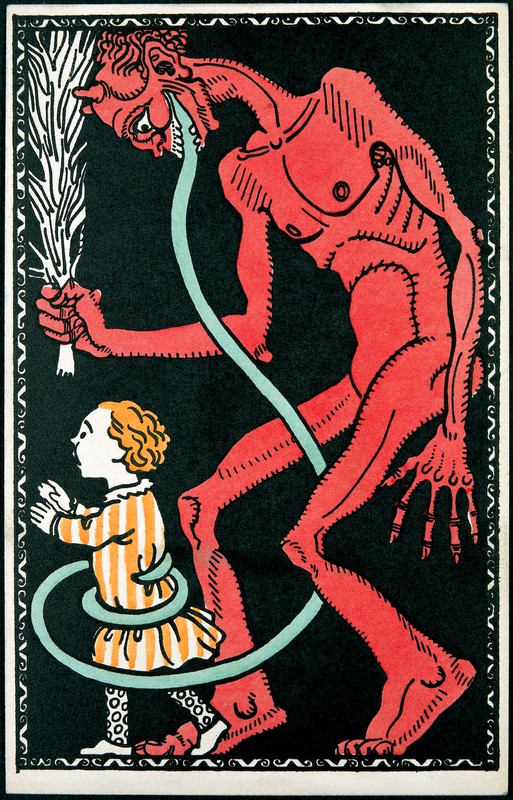
Кольорова листівка, датована приблизно 1911 роком, що називається, Krampus mit Kind (Крампус із дитиною)
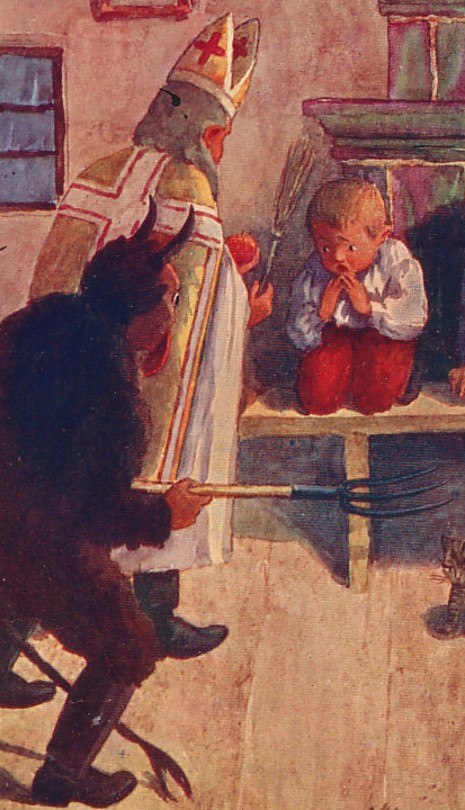
Святий Миколай і Крампус відвідують дитину
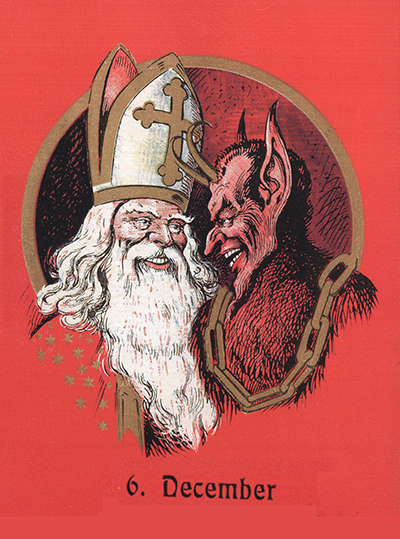
Миколай і Крампус в Австрії на початку XX століття
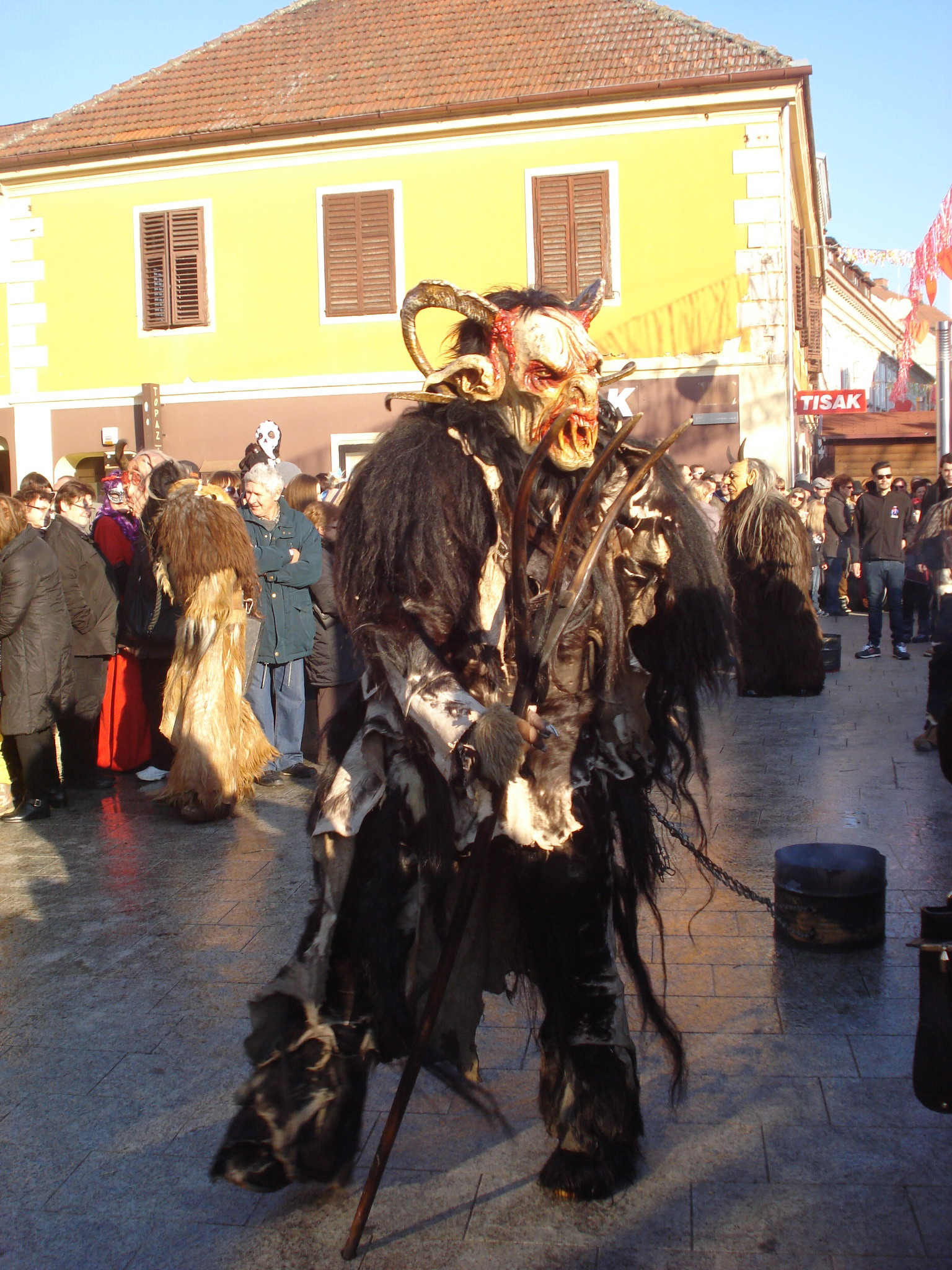
Крампус із Светого Мартина-на-Мурі, що в північній Хорватії, на місцевому карнавалі в м. Чаковець (2015)
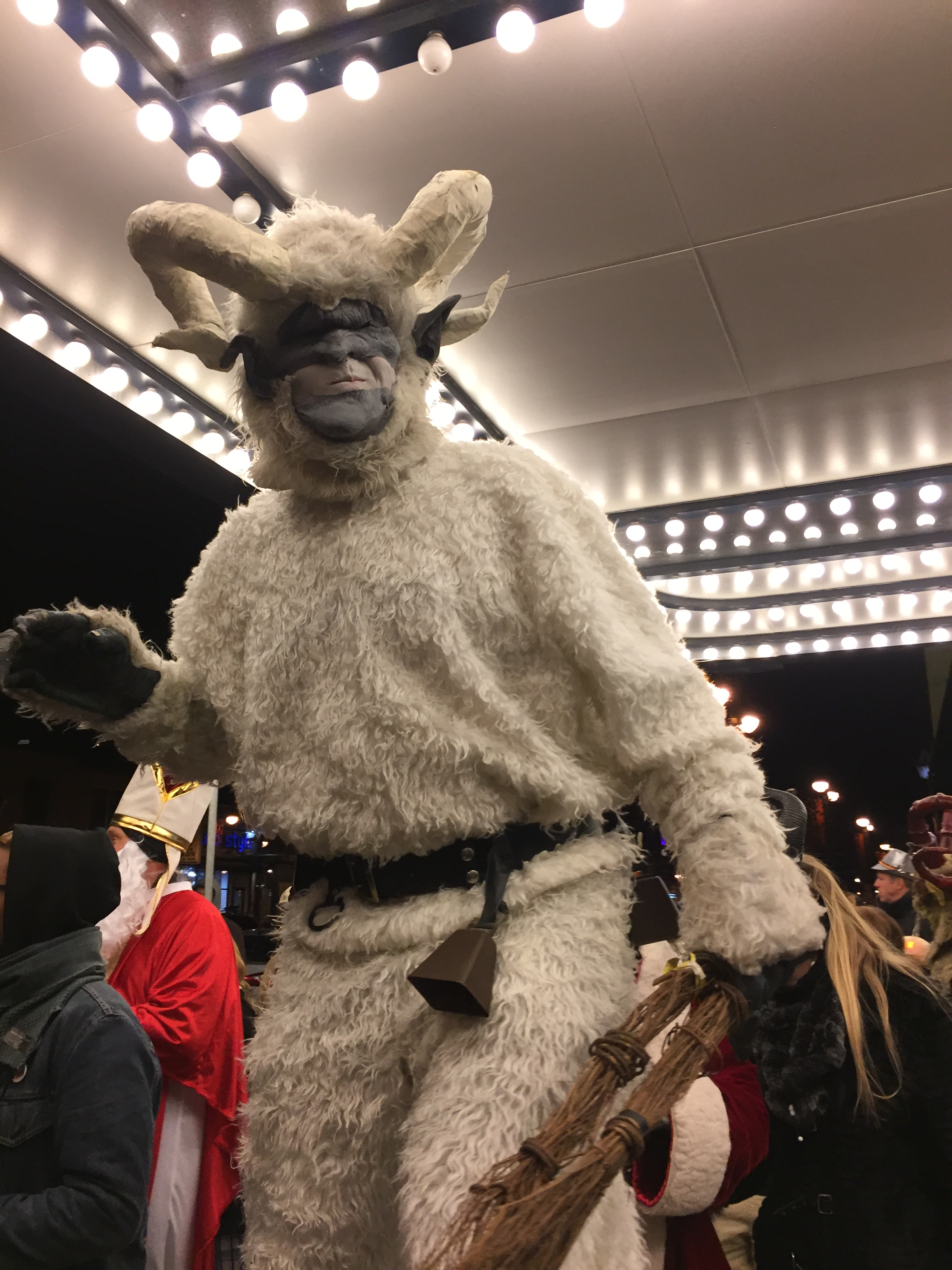
Вашингтон, округ Колумбія, прогулянка Крампуса (2016)

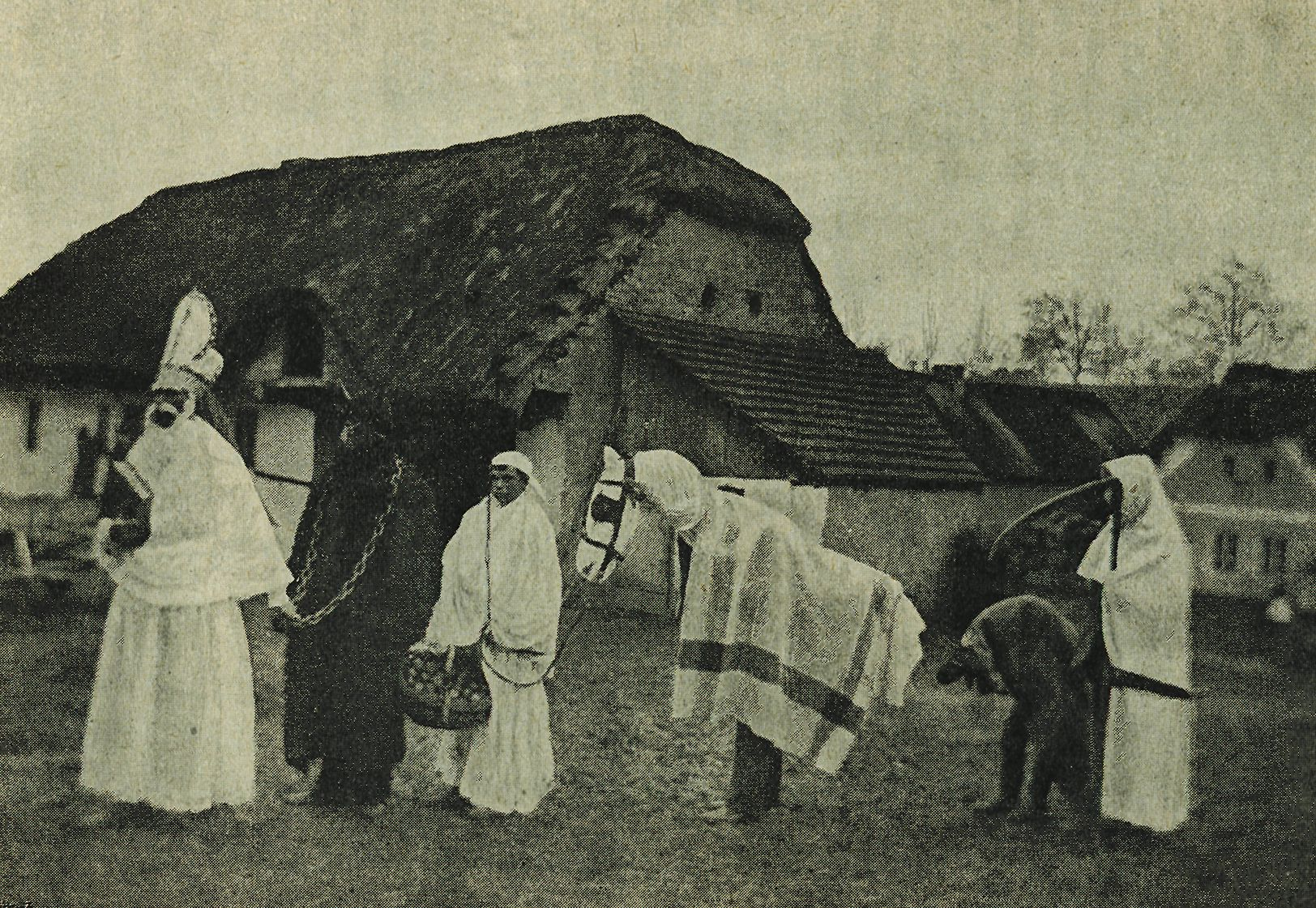
Процесія Св. Миколая із Крампусом і іншими дійовими персонажами, 1910
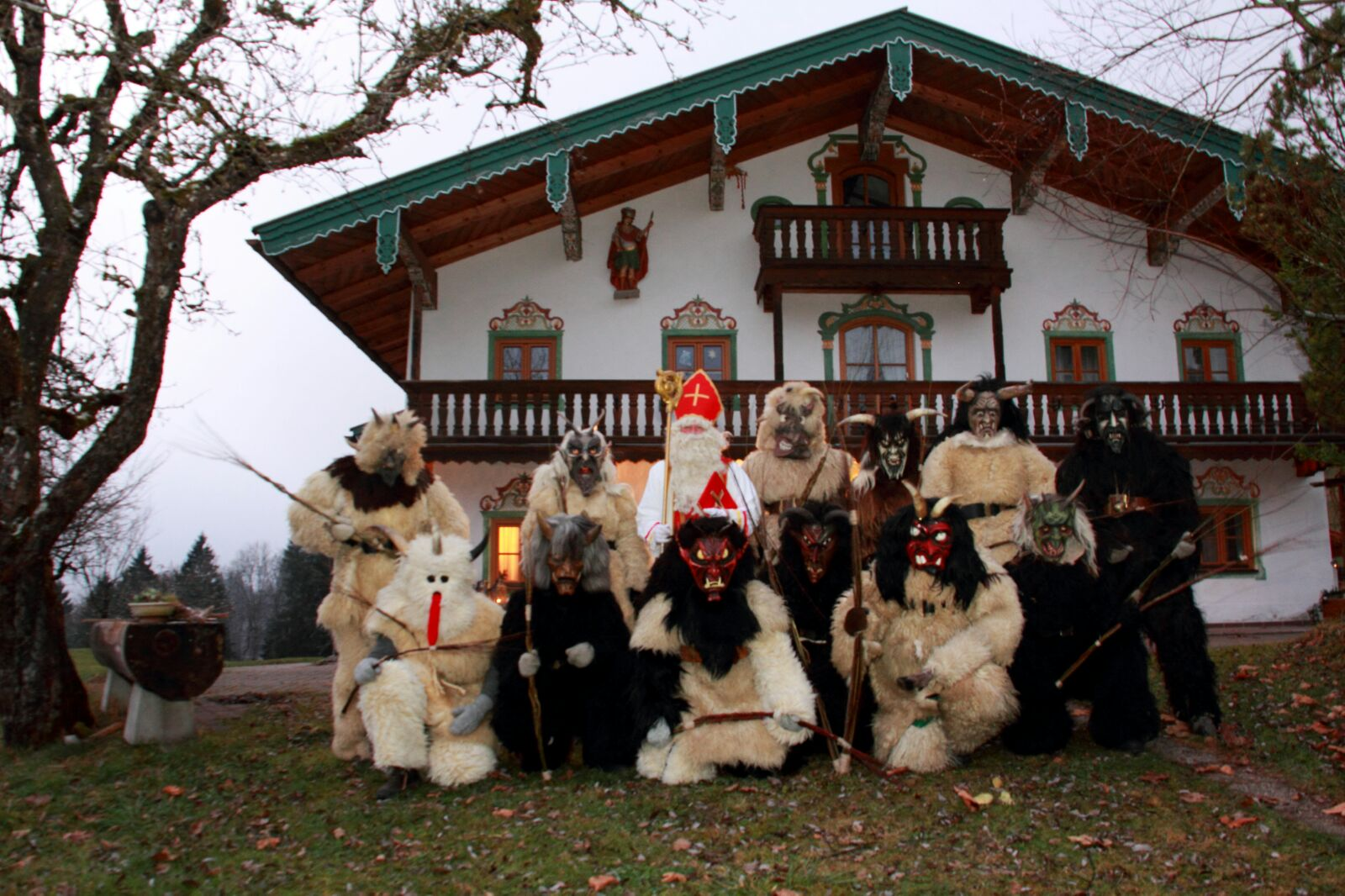
Св. Миколай із 12 Крампусами у Берхтесгадені, Німеччина (2016)
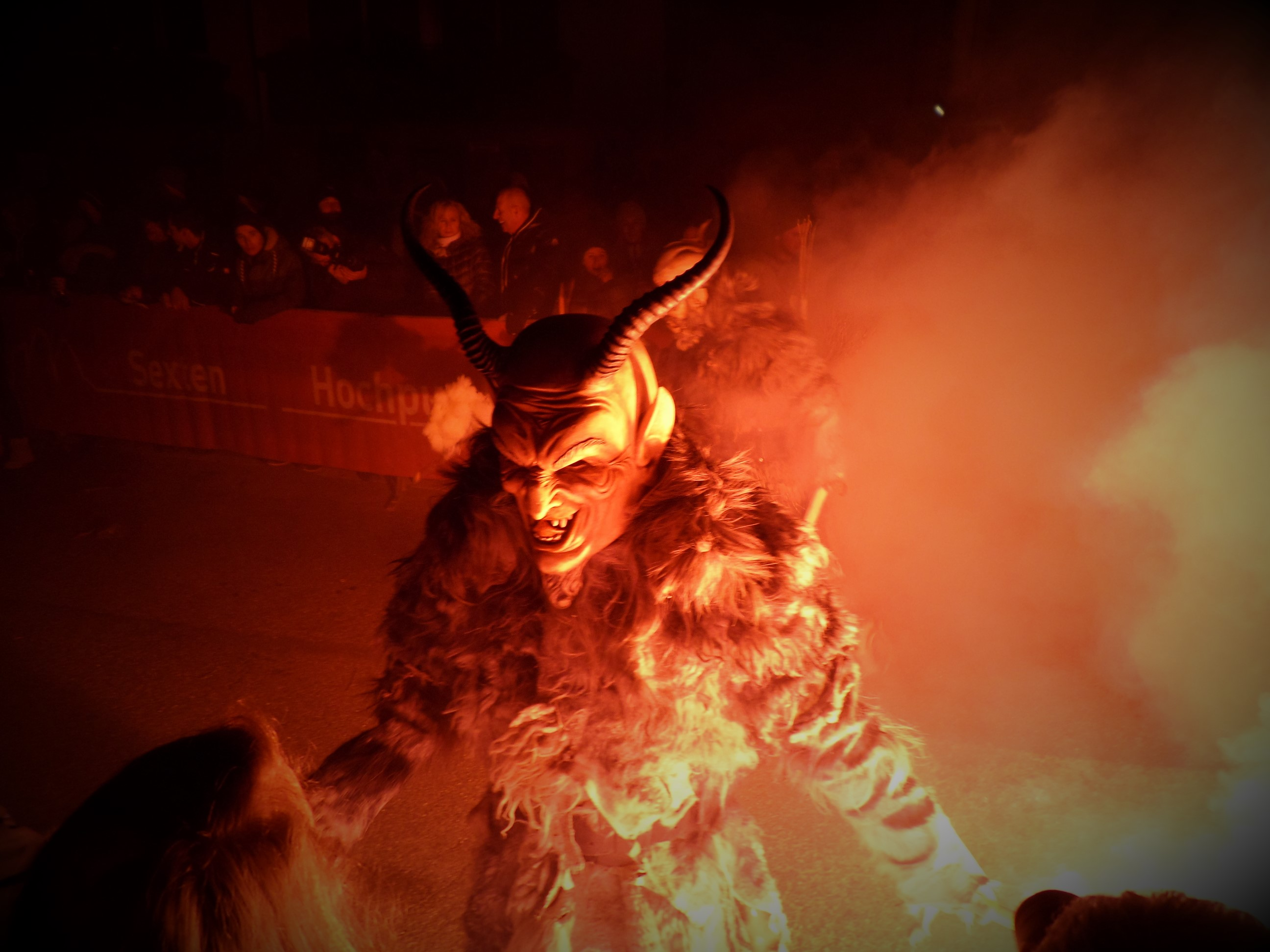
Сесто, Італія (2016)